# Gracia Nasi
Gracia Nasi (geboren 1510 in Portugal als Beatrice de Luna Miques; gestorben 1569 bei Konstantinopel) war eine sephardische Frau der Renaissance. Als Tochter marranischer Eltern wurde sie katholisch getauft und erhielt einen spanischen Namen. Als Witwe übernahm sie das Bank- und Handelshauses Casa Mendes-Benveniste mit Niederlassungen in ganz Europa und in der gesamten mediterranen Welt, das sich mit den Fuggern und Welsern messen konnte. Sie baute ein weitverzweigtes Finanz- und Handelsnetzwerk auf und arbeitete mit dem osmanischen Sultan zusammen, um im ganzen Reich Unternehmen aufzubauen. Sie betätigte sich als Diplomatin und Philanthropin, und als solche gilt sie auch als eine Retterin ihres Volkes.

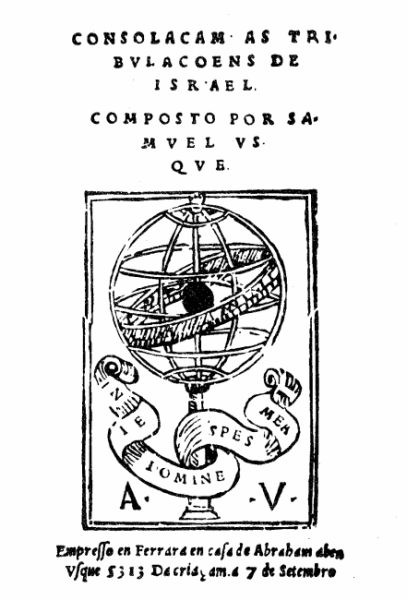
Die Trostschrift des Samuel Usque Consolação às Tribulações de Israel (Trost für die Leiden Israels), hier das Titelblatt der Erstausgabe von 1553 in alter portugiesischer Orthografie, enthält eine Lobrede auf Dona Gracia: „Die wesenhafte Frömmigkeit Mirjams, die ihr Leben aufs Spiel setzte, um ihre Brüder zu retten, die große Umsicht Deboras, die ihre Volk anführte, die grenzenlose Tugend und große Heiligkeit Esters, die denen half, die verfolgt waren, und die vielgepriesene Stärke der äußerst keuschen und großmütigen Judit.“

## Biografie
Als Beatrice de Luna Miques getauft (ihr jüdischer Vorname war Hanna Gracia) wuchs sie als Tochter wohlhabender marranischer Eltern im Schatten der Inquisition in Lissabon auf. Die Familie ihres Vaters, Agostino Álvaro Miques de Luna (sein hebräischer Name lautete Schmuel Na(s)ci), und die ihrer Mutter, Philipa Mendes Bemvisto, stammten aus dem Königreich Aragón und waren bei der Vertreibung der Juden durch die Katholischen Königen Isabella von Kastilien und Ferdinand II. von Aragón (Alhambra-Edikt von 1492) in Portugal aufgenommen worden. Ihre Familie war sehr einflussreich in Portugal und ihr Bruder, Agostino Miques, stieg zum Leibarzt des portugiesischen Königs auf.
Mit der Entdeckung des Seewegs nach Indien, initiiert durch die Entdeckungsfahrten des portugiesischen Königshauses, war Portugal zur ersten europäischen See- und Handelsmacht aufgestiegen. Unter der Leitung von Henrique Nunes Mendes florierte das Handelshaus Casa dos Mendes im Fernhandel mit Edelsteinen und Gewürzen. Nach dessen Tod übernahmen seine Söhne, Francisco Mendes in Lissabon und Diogo Mendes (Meir Benviste) in Antwerpen, den Handel und zahlten 1525 dem König von Portugal Dom Manuel rund eine Million Cruzados für das königliche Pfeffermonopol, das sie in ganz Europa abwickelten. Diogo Mendes und sein Partner, João Carlos Affaitati (auch Lafetás oder Lafetats), kümmerten sich um den Verkauf und legten den Preis in Antwerpen fest. Italienische Kaufleute sowie die Fugger und Welser schlossen sich an. Aufgrund des Einflusses der Mendes verloren deutsche Kaufleute ihre Privilegien in Lissabon und der Handel mit dem Spekulationsobjekt Pfeffer bescherte der Hafenstadt Antwerpen eine außergewöhnliche Entwicklung.
Im Jahr 1528 heiratete Beatrice de Luna in der Kathedrale von Lissabon einen Onkel mütterlicherseits, Francisco Mendes (jüdischer Name Semah Bemvisto). Nach der katholischen Hochzeit schloss das Paar die Ehe nach jüdischem Ritus (inklusive Ketubba). Aus der Verbindung ging 1532 eine Tochter hervor, Ana, die sich im Erwachsenenalter Reyna Nasi nannte. Mitte des Jahres 1536 starb Francisco Mendes. Es ist ungeklärt, ob die im Mai 1536 für Lissabon eingesetzte Inquisition die Ursache seines Todes war.
Beatrice de Lunas Ehemann hatte sie als Erbin eingesetzt, und nach seinem Tod zog die 27-jährige Witwe mit mehreren Familienangehörigen nach Antwerpen zu Diogo Mendes, ihrem Schwager und Geschäftspartner. Dieser heiratete ihre jüngere Schwester Brianda. Beatrice de Luna und Diogo waren neben ihren Finanz- und Handelstätigkeiten damit beschäftigt, Juden aus Lissabon in andere europäische Städte zu schicken, indem sie an sie fingierte Handelsaufträge vergaben, die angeblich geschäftliche Auslandsreisen erforderten. Nach dem Tod von Diogo Mendes 1542 erbte Beatrice seinen Teil des Familienvermögens.
1544 verließ sie auf politischen Druck Antwerpen, das von den spanischen Habsburgern regiert wurde und wie die übrigen Reichsteile der Gerichtsbarkeit der Inquisition unterstand. (Bereits 1532 war Diogo Mendes einmal verhaftet worden und nur aufgrund der Intervention des portugiesischen Königs Johanns III. freigelassen worden.) Sie reiste mit ihrer Tochter Ana, ihrer Schwester Brianda und weiteren Angehörigen durch Europa. Die Familie lebte ab 1544 aufgrund eines Freibriefes (salvacondotto) des Rates der Zehn in der Republik Venedig. Dort konnte sie ihre Bank weiterführen, bis Vermögensstreitigkeiten und Gerichtshändel sowohl mit ihrer Schwester Brianda und als auch mit der Republik Venedig dies unmöglich machten. Im Jahr 1550 erhielt Beatrice de Luna einen Freibrief vom Herzog von Ferrara, wohin sie heimlich übersiedelte.
In Ferrara konnte sie die jüdische Religion offen praktizieren. In dieser Zeit legte sie den Namen Beatrice de Luna ab und nannte sich fortan Gracia Nasi. Sie war als Mäzenin und Wohltäterin tätig und gab die Edition der sogenannten Bibel von Ferrara in Auftrag, der ersten Übersetzung der hebräischen Bibel ins Spanische, die im Jahr 1553 von Abraham Usque gedruckt wurde. Von der Übersetzung wurden zwei Ausgaben hergestellt, eine für christliche Leser, die andere für jüdische.
Auf Vermittlung des jüdischen Arztes Moses Hamon, des Leibarztes von Sultan Süleyman I., der sich schon um die Freilassung der Familie und die Freigabe ihres Vermögens bemüht hatte, übersiedelte die Familie nach Konstantinopel. Dona Gracia zog dort mit großem Pomp ein, und 1554 traf auch ihr Neffe Joseph Nasi (christlicher Taufname João Miquez) mit einem Gefolge von Leibwächtern, Dienern in Livrée und rund 500 Marranen ein.
Unter den Sultanen Bayezid II., Selim I. und Süleyman I. wurden jüdischen Immigranten nicht nur Asyl, sondern auch weitgehende religiöse Freiheiten und ökonomische Entwicklungsmöglichkeiten zum Wohle des Reiches gewährt. Dona Gracia konnte mit Handelsschiffen, die in ihrem Auftrag gebaut wurden, den Geschäftstätigkeiten ihrer Familie mit der Republik Venedig und anderen Staaten Italiens weiterführen. Angesichts der von Papst Paul IV. 1555 verfügten Verschärfung der Inquisition bemühte sich Dona Gracia erneut um die Rettung bedrängter Juden, diesmal aus der Stadt Ancona.
1566 wurde Joseph Nasi von Selim II. zum Herzog von Naxos und der Kykladen ernannt. Nachdem sich Selim mit Josephs Unterstützung im Kampf um die Nachfolge im Sultanat durchgesetzt hatte, überzeugte er aus Dankbarkeit den amtierenden Sultan, Joseph zum Herrn über Tiberias und sieben weitere Orte am See Genezareth zu ernennen. Gracia erwarb ein Anwesen in Tiberias und gründete dort eine jüdische Ansiedlung mit einem jüdischen Lehrhaus (Jeschiwa). Durch einen Ferman des Sultans unterstützt und mit dem Geld Dona Gracias wurden auch die Stadtmauern von Tiberias wieder hergestellt, und Joseph Nasi ließ Maulbeerbäume für die Seidenherstellung und Wolle aus Spanien importieren mit dem Ziel, eine Textilproduktion aufzubauen. Die Osmanen hatten Palästina erst kurz zuvor erobert und waren an seiner wirtschaftlichen und demografischen Konsolidierung interessiert. Doch nur wenige Juden wollten sich in dem unbekannten Land ansiedeln, das zwar als Land ihrer Vorväter galt, doch nach Zeiten des Niedergangs nur ein karges Dasein versprach. Bereits nach zehn Jahren gaben die jüdischen Kolonisten die junge Siedlung auf. Gracia Nasi erlebte das Scheitern ihres Projekts nicht mehr, sie starb bereits 1569.

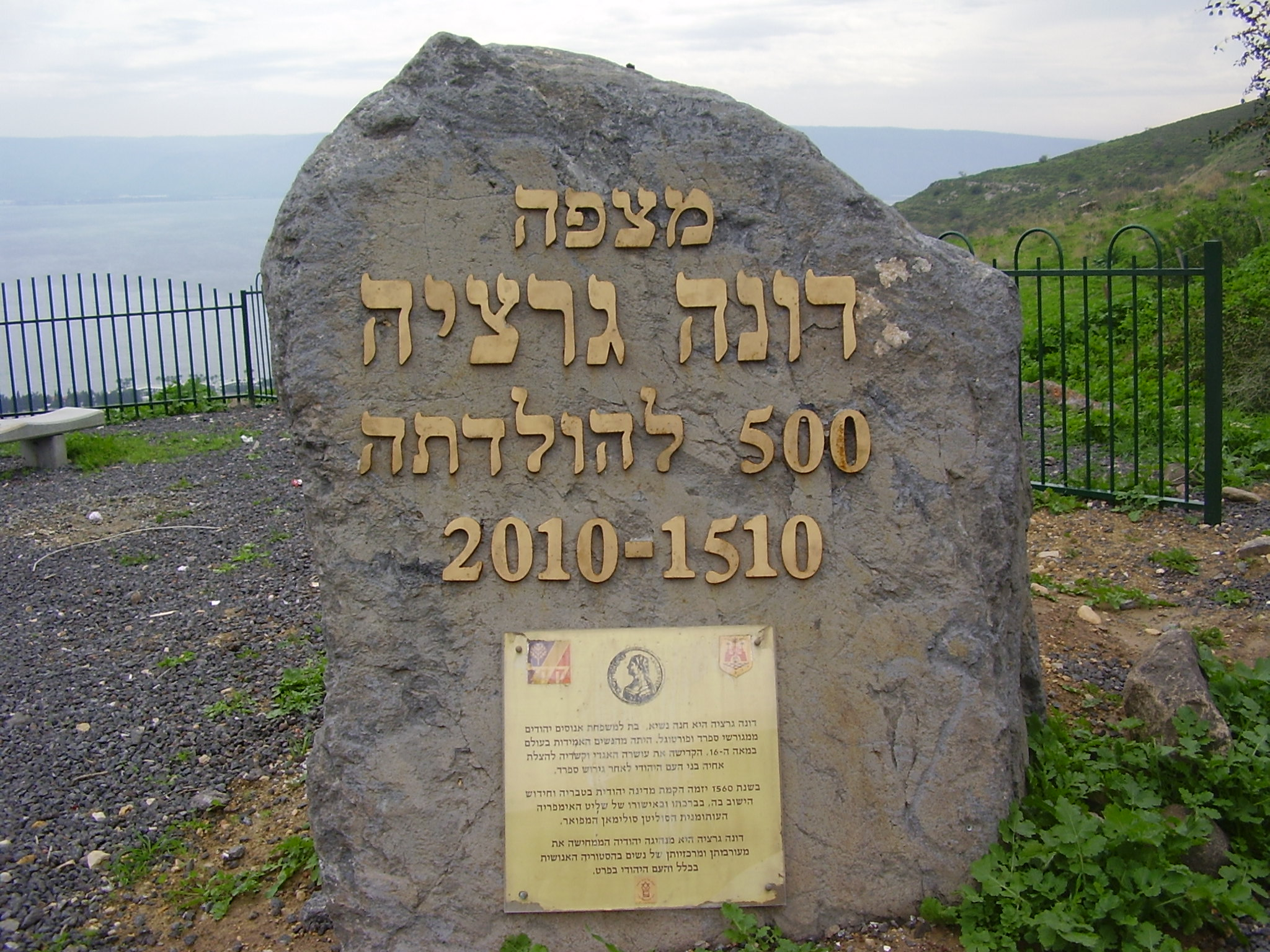
Gedenkstein für Dona Gracia zu ihrem 500. Geburtstag (2010) in Tiberias

## Belletristische Darstellungen
Mehrere Romane handeln vom Leben Gracia Nasis:
- Catherine Clément: La Señora. Calmann-Lévy, Paris 1992, ISBN 2-7021-2062-8 (deutsche Ausgabe: Die Senyora, übersetzt von Giuliana Broggi Beckmann. Rowohlt, Reinbek 1995, ISBN 3-499-13546-9).
- Naomi Ragen: The Ghost of Hannah Mendes. Simon & Schuster, New York u. a. 1998, ISBN 0-684-83393-X.
- Marianna D. Birnbaum: The Long Journey of Gracia Mendes. Central European University Press, Budapest u. a. 2003, ISBN 963-9241-67-9.
- Peter Prange: Die Gottessucherin. Droemer Knaur, München 2009, ISBN 978-3-426-19751-6; Neuausgabe: Die Götter der Dona Gracia, Fischer-TB, Frankfurt 2021, ISBN 978-3-596-70024-0.
- Waldtraut Lewin: Die Jüdin von Konstantinopel. Knaur-TB, München 2010, ISBN 978-3-426-50430-7.
- Jizchak Gormezano Goren: Kvartet ha-seniora (hebräisch: Das Quartett der Seniora), Tl. 1 Ha-scheker ha-kadosch (Die heilige Lüge), Tl. 2 Malkat ha-finansim (Königin der Finanzen), Tl. 3 Kadachat venezianit (Venezianisches Fieber), Tl. 4 Malkat ha-jehudim (Königin der Juden). Verlag Ha-Kibutz ha-me'uchad, Bne Brak 2010, 2013, 2015 bzw. 2019.